# Папа Еварист
Свети Еварист (98—105), познат и као Аристус, је био пети римски папа, у периоду од око 98. до 105. године.
Према предању, био пореклом Јеврејин из Витлајема. Школовао се у Грчкој након чега се упутио у Рим и био прихваћен у тамошњој хришћанској заједници. Не зна се тачно како је наследио Климента. Не зна се да ли је постао римски еписком по препоруци самог Климента, по некој врсти тестамента, или су га изабрали клер и верници Рима. У едицији Annuario pontificio пише да је Еварист први који је верско подручје Рима поделио на 25 парохија дајући свакој име по неком од мартира страдалих на тим местима. На местима страдања укопани су велики крстови око којих су се окупљали верници за време вршења божје службе. Током времена, како тврди традиција, на тим местима изграђене су цркве посвећене тим мартирима. Традиција још тврди за овог епископа да је прописао правило да сваки епископ може вршити литургију али само уз присуство најмање седам ђакона који би били сведоци да не одступа од правила вере. Ово је вероватно уведено због честих јеретичких наступа појединаца и група. Епископу Еваристу такође се приписује обавезно упутство да код сваког верског склапања брака морају присуствовати два сведока уз то да свако венчање мора бити јавно обзнањено. Верује се да није страдао и да је сахрањен у напуљској цркви Санта Марија Мађоре.